# Kiowa Gordon
Pour les articles homonymes, voir Gordon.
Kiowa J. Gordon, né le 25 mars 1990 à Berlin en Allemagne, est un acteur américain.
Kiowa Gordon appartient à la tribu des Hualapai d'Arizona. Il a sept frères et sœurs. Le premier grand rôle que Kiowa interprète est Embry Call, un des Quileutes appartenant à la meute de Sam Uley dans Twilight, chapitre II : Tentation.

## Filmographie
- 2009 Twilight, chapitre II : Tentation : Embry Call
- 2010 Twilight, chapitre III : Hésitation : Embry Call
- 2011 Into the Darkness (en) : Brad
- 2011 Murder for Dummys : Andrew
- 2011 Twilight, chapitre IV : Révélation  : Embry Call
- 2012 The Lesser Blessed (en) : Johnny Beck
- 2014 The Red Road  : Junior Van Der Veen
- 2017 Painted Woman  : Chato
- 2018 Through Black Spruce : Jesse
- 2019 Roswell, New Mexico  : Flint Manes
- 2019 Blood Quantum (en)  : Lysol
- 2020 : The Liberator (série) (série d'animation Netflix) : Caporal Kanuna
- 2022 : Dark Winds (série) : Jim Chee